# Tadeusz Trepanowski
Tadeusz Trepanowski (ur. 31 maja 1918 w Łomży, zm. 14 listopada 1989) – polski artysta fotograf, fotoreporter, uhonorowany tytułem Artiste FIAP (AFIAP). Członek rzeczywisty Okręgu Północno-Wschodniego Związku Polskich Artystów Fotografików. Członek Klubu Fotografii Prasowej Stowarzyszenia Dziennikarzy Polskich.

## Życiorys
Przed wojną studiował nauki dyplomatyczno-konsularne na Akademii Nauk Politycznych w Warszawie. Związany z warmińsko-mazurskim środowiskiem fotograficznym – przez wiele lat mieszkał i pracował w Olsztynie. Miejsce szczególne w jego twórczości zajmowała fotografia reportażowa (głównie dotycząca Olsztyna), fotografia portretowa oraz fotografia teatralna – w dużej części stanowiąca dokumentację fotograficzną z premier teatralnych w Olsztynie, Elblągu oraz innych teatrów w Polsce. Od 1945 roku był korespondentem wojennym w Polskiej Agencji Prasowej Polpress oraz współtwórcą oddziału tej agencji w Olsztynie. W 1956 roku był współzałożycielem czasopisma Spółdzielca Warmii i Mazur. Od 1957 roku jako fotoreporter współpracował z Panoramą Północy.
Jako fotograf, fotoreporter pracował w Wielu krajach Afryki, Azji, Europy. Jest autorem i współautorem wielu wystaw fotograficznych; indywidualnych, zbiorowych, pokonkursowych. Aktywnie uczestniczył w Międzynarodowych Salonach Fotograficznych, organizowanych m.in. pod patronatem FIAP, zdobywając wiele akceptacji, medali, nagród, wyróżnień, dyplomów, listów gratulacyjnych. W 1961 roku został przyjęty w poczet członków rzeczywistych  Okręgu Północno-Wschodniego Związku Polskich Artystów Fotografików.
Pokłosiem sukcesów Tadeusza Trepanowskiego w Międzynarodowych Salonach Fotograficznych pod egidą FIAP, było przyznanie mu tytułu Artiste FIAP (AFIAP) – przez Międzynarodową Federację Sztuki Fotograficznej FIAP. 
Fotografie Tadeusza Trepanowskiego znajdują się m.in. w zbiorach Warmińsko-Mazurskiej Biblioteki Cyfrowej, Elbląskiej Biblioteki Cyfrowej.
Zmarł 14 listopada 1989, pochowany na cmentarzu komunalnym w Olsztynie, przy ulicy Poprzecznej (kwatera 49-1-48).

## Wybrane publikacje
- Teatry dramatyczne Ziem Zachodnich 1945–1960 (1963)
- Morąg i okolice (1968)
- Andrzej Wakar (Olsztyn 1971)
- Olsztyn w fotografii (1973)
- Jan Obłąk – Święta Lipka (1975)
- Janusz Segiet – Świat Eugenii Śnieżko-Szafnaglowej (1983)

Źródło.

## Nagrody i wyróżnienia
- Brązowy medal na I Biennale Fotografii Artystycznej Krajów Nadbałtyckich w Malborku (1963)[7]
- Brązowy medal na Międzynarodowej Wystawie Fotografiki Teatralnej w Nowym Sadzie (Jugosławia)
- Wyróżnienie na Festiwalu Kulturalnym Ziem Zachodnich i Północnych (II Wiosna Opolska)
- Wyróżnienie na IV Konkursie Fotografiki Prasowej Ziem Północnych
- Trzy dyplomy honorowe na Światowej Wystawie Fotografiki Prasowej „World Press Photo” w Hadze
- Nagroda Ministra Kultury i Sportu na Ogólnopolskiej Wystawie Fotografiki Marynistycznej
- Odznaczenie Międzynarodowej Federacji Sztuki Fotograficznej w Bernie tytułem: Artiste de Federation Internationale de l'Art Photograpique (AFIAP)
- II Nagroda w konkursie fotografii prasowej World Press Photo w kategorii News Features (zdjęcia pojedyncze) (1975)[1][8]

Źródło:.